# جائزة اليابان الكبرى 2007
جائزة اليابان الكبرى 2007 (بالإنجليزية: 2007 Japanese Grand Prix) هو سباق فورمولا 1 أقيم بتاريخ 30 سبتمبر 2007 في حلبة فوجي، شيزوكا، اليابان. كان الخامس عشر من أصل 17 في بطولة العالم لسباقات الفورمولا واحد موسم 2007. حلّ البريطاني لويس هاملتون أولا بينما جاء الفنلندي هيكي كوفالاينين في المركز الثاني وحصل على المركز الثالث الفنلندي كيمي رايكونن.